# NGC 7240
NGC 7240 is een elliptisch sterrenstelsel in het sterrenbeeld Hagedis. Het hemelobject werd op 24 september 1873 ontdekt door de Franse astronoom Édouard Jean-Marie Stephan.

## Synoniemen
- MCG 6-48-24
- ZWG 513.22
- ZWG 514.2
- PGC 68415